# 台鐵LDR2300型柴油客車

LDR2300型是臺灣鐵路管理局營運的柴油客車之一，行駛於未拓寬的舊臺東線，目前已停駛。

## 歷史
民國44年，因東線汽油車車況老舊，機件大部分皆已逾齡，急需汰舊換新，台鐵局故於民國45年開始陸續進行東線動力車柴油化。
- 民國50年3月，向日本東急車輛訂購4輛新車運抵花蓮港，編號LDR2301~LDR2304。
- 民國51年，由台北機廠依前4輛的設計新造2輛車體，交由花蓮機廠組裝，編號LDR2305、LDR2306。
- 民國55年，花蓮機廠製造2輛出廠，並裝設262hp的NHHRTO-6B引擎，編號LDR2401、LDR2402。
- 民國56年，花蓮機廠製造2輛出廠，車身為了減輕重量，由北廠打造試作鋁皮車身，並裝設262hp的NHHRTO-6B引擎，編號LDR2403、LDR2404。
- 民國57年，由花廠製造2輛，同樣由北廠打造試作鋁皮車身，編號LTPB1801、LTPB1802。
- 民國58年，向東急車輛購買8輛拖車，編號LTPB1811~LTPB1818。
- 民國60年，向東急車輛購買15輛拖車，編號LTPB1901~LTPB1915。
- 民國60年，將鋁製的LTPB1801、LTPB1802加裝引擎，改為LDR2307、LDR2308。同年將LTPB1914及LTPB1915也加裝引擎，改造為LDR2309、LDR2310。
- 民國66年，將LDR2401~LDR2404換裝335hp的固敏式引擎，並改編為LDR2311~LDR2314。
- 民國71年，臺東線拓寬完成停用。

## 拓寬
民國71年臺東線鐵路拓寬完成後，花蓮機廠便將LDR2300型14輛中的10輛拓寬輪距，改造成DR2000型(鋁皮車不改造)，繼續服務旅客，至民國85年退役。
| 原車號  | 拓寬後車號                 | 備註                                                                                               |
| ------- | -------------------------- | -------------------------------------------------------------------------------------------------- |
| LDR2301 | DR2001                     | |
| LDR2302 | DR2002                     | |
| LDR2303 | DR2003                     | |
| LDR2304 | DR2004                     | |
| LDR2305 | DR2005                     | |
| LDR2306 | DR2006                     | |
| LDR2307 | 民國71年停用，民國73年報廢 | 鋁皮車，整修復駛後停於花蓮後站                                                                     |
| LDR2308 | 民國71年停用，民國73年報廢 | 鋁皮車                                                                                             |
| LDR2309 | DR2009                     | |
| LDR2310 | DR2010                     | 民國72年4月8日，臺東開往玉里的556次於關山海端間火燒車，修復時將廠內停用的LDR2313部分車身拼裝而成。 |
| LDR2311 | DR2007                     | |
| LDR2312 | DR2008                     | |
| LDR2313 | 民國71年停用，民國73年報廢 | 鋁皮車                                                                                             |
| LDR2314 | 民國71年停用，民國73年報廢 | 鋁皮車                                                                                             |